# AS-Interface
AS-Interface (англ. Actuator Sensor Interface) (читается как Ази) — интерфейс датчиков и исполнительных устройств, а также промышленная сеть, предназначенная для передачи преимущественно дискретных сигналов. Используется обычно в машиностроении. Является «открытой» технологией. Спецификация разработана и поддерживается ведущими производителями систем автоматизации (в настоящий момент свыше 100 фирм-участниц). Топология сети — любая. Для подключения датчиков разработан специальный плоский кабель с подключением под прокол изоляции (ножевые клеммы предусмотрены в конструкции модулей ввода-вывода). Версия AS-i 2.11 позволяет передавать аналоговые сигналы.
Новейшей версией спецификации является AS-i 3.0.
Существует профиль протокола для систем повышенной безопасности ASi-Safe. Устройства повышенной безопасности подключаются по тому же кабелю и поддерживают уровень безопасности вплоть до SIL (Safety Integrity Level) 3 согласно IEC 61508 и вплоть до Safety Category 4 согласно EN 954-1.

## История
AS-Interface был разработан в конце 1980-х начале 1990-х группой компаний, предлагавших промышленные бесконтактные датчики (индуктивный датчик, фотоэлектрический датчик, датчик объёма, ультразвуковой датчик). Первая действующая система была представлена на Ганноверской ярмарке в 1994 г.

### Оригинальная спецификация (1994, версия 2.04)
В своем первоначальном виде сеть была способна поддерживать до 31 устройства ввода-вывода, каждое из которых могло получать и передавать по 4 бита данных, в результате чего в сети было 124 входа и 124 выхода. Важные функции, такие как автоматическая замена одного узла, уже были частью системы. Время обновления сети легко вычисляется путём умножения количества узлов ввода-вывода с временем обновления для каждого узла.

### Улучшения (1998, версия 2.11)
Стандарт оказался крайне востребованным, что вызвало необходимость в доработке и улучшении. Новая версия стандарта разрешала использование аналоговых устройств ввода-вывода, а также увеличило число таких устройств до 62. Для того чтобы сохранить обратную совместимость размер передаваемых данных не был изменен. Вместо этого, один из четырёх выходных битов был использован, чтобы выбрать между так называемыми узлами А и B. Это позволило использовать каждый из 31 адреса дважды(1А-31А + 1В-31В). Как следствие такого способа увеличения узлов использование всех 4 выходных битов стало невозможно. Поэтому в этом стандарте предусмотрено 248 входов и 186 выходов. Максимальное время обновления сети 10 мс.

### Дополнительные возможности (2005/2007, версия 3.0)
К 2005 году появилась необходимость в расширении возможностей протокола. Кроме того возросла потребность в низкоуровневых решениях для промышленных сетей на основе Ethernet, которые компенсировали бы его недостатки. Эта спецификация решала большую часть возникнувших проблем, определяя новые профили связи для цифровых и аналоговых данных, а также возможность серийной передачи данных. Ниже приведен список новых возможностей:
- Цифровые узлы входов/выходов стали поддерживать A/B решение с 4 входными и 4 выходными битами
- Цифровые узлы входов/выходов стали поддерживать A/B решение с 8 входными и 8 выходными битами
- Настраиваемый (8, 12 или 16 бит) быстрый аналоговый канал
- Дуплексный канал передачи данных

С этими новыми возможностями AS-Interface становится идеальным партнером для сетей любого из имеющихся в настоящее время промышленных протоколов на основе Ethernet. Доступны шлюзы к EtherNet/IPTM, PROFINET, Modbus/TCP, SERCOS III и др. Существует мнение, что сетевые решения, построенные на основе AS-Interface и Ethernet, в ближайшие 10 лет не потребуют существенных изменений.

## Оборудование
AS-Interface сети требуется только несколько основных компонентов в следующие категории:
- Сканеры и шлюзы
- Блоки питания и повторители
- Модули
- Сетевой кабель,установочное оборудование(инфраструктура)

### Сканеры и шлюзы
Сканеры и шлюзы выполняют две функции. Обмен данными с модулями и изменение их входных/выходных данных. Функциональность мастера(Сканер/шлюз) определена в Мастер Профиле спецификации AS-Interface. Этот профиль был определен в последней спецификации версии 3.0. Любая сеть может иметь только один сканер. Относительно PLC/DCS или ПК сканер/шлюз является ведомым устройством. AS-Interface сообщества обычно использует слово шлюз, когда AS-Interface мастер подключается к верхнем уровню сети такому как DeviceNet или Profibus.Так как AS-Interface связи основана на Master-Slave способе связи, любая сеть должна иметь только один мастер в один момент времени.

### Источник питания

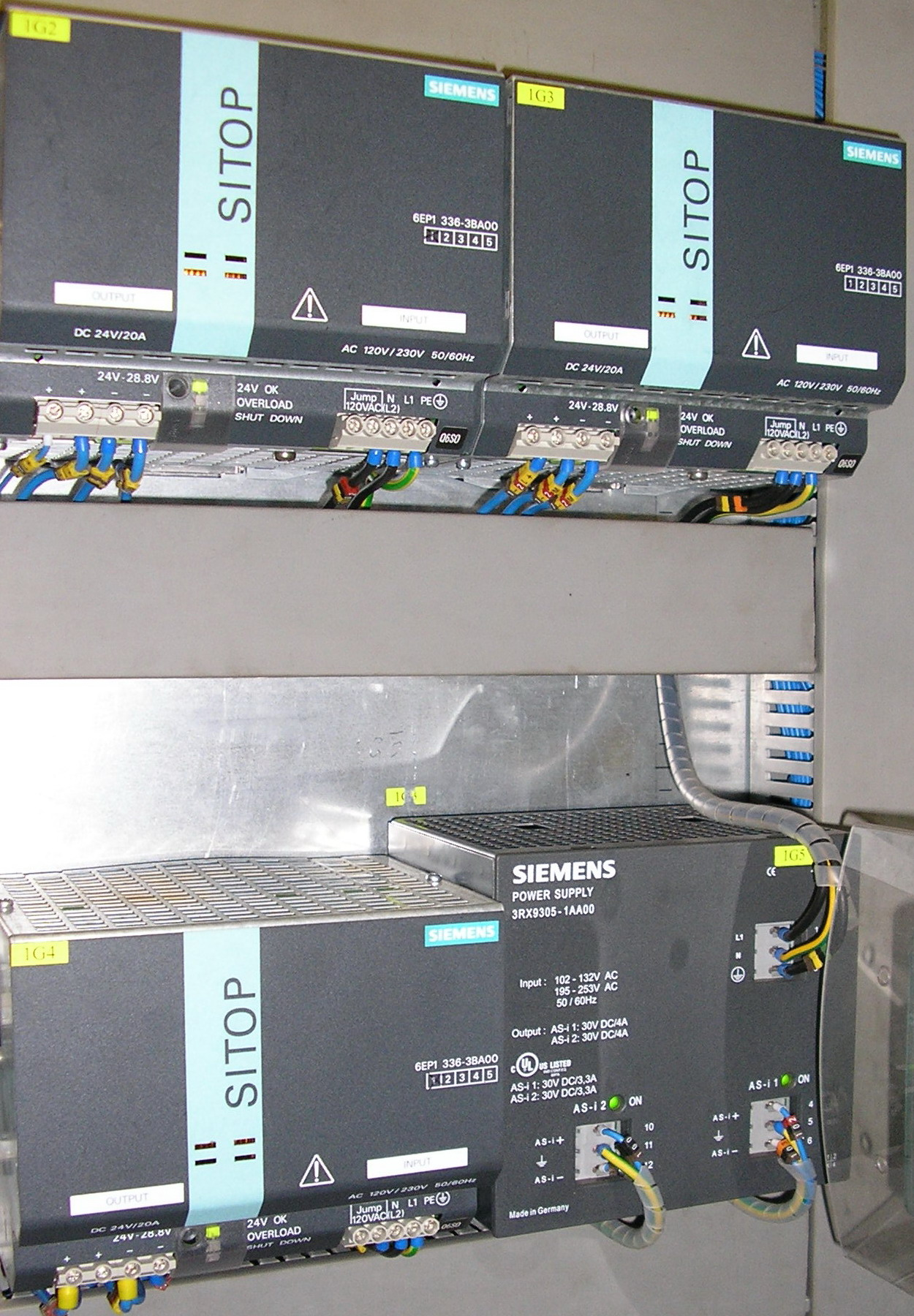
Промышленные модули электропитания Siemens SITOP Power. Нижний правый — БП для AS-i интерфейса

Любой AS-Interface сегмент должен быть включен. Это обычно достигается подключением AS-Interface питания.Эти материалы обладают определенными уникальными характеристиками относительно внутренней схемы и выходного напряжения. Стандартное напряжение 24В устройства не может быть использовано для прямого питания сегмента. Общая протяженность AS-Interface сетевого кабеля в одном сегменте должна быть не более 100 метров. Для увеличения длины могут быть использованы повторители. Распространенное заблуждение существует относительно количества ретрансляторов в сети. Было заявлено, что максимальная длина AS-Interface сети может быть 300 метров, созданные с помощью двух ретрансляторов. Это не совсем так. Важно не то, сколько ретрансляторов используется, а через сколько ретрансляторов пройдет пакет данных от сканера или шлюза, прежде, чем достигнуть узла ввода-вывода. Из-за жестких ограничений сроков определено, что каждый пакет может проходить только по два повторителя до достижения AS-Interface узла. Это имеет следующие последствия:
- Линейная сеть с шлюзом на конце длиной не может превышать 300 м
- Сеть со шлюзом в середине длиной не может превышать 600 метров

## Модули
Это самая большая группа компонентов и включает цифровые и аналоговые модули ввода-вывода, кнопки, датчики со встроенным ASIC, в общем любое устройство, которое может обмениваться данными с PLC. Каждый модуль должен иметь уникальный адрес в сети. Для AS-Interface адресное пространство имеет диапазон от 0 до 31, где 0 не может быть использован, он зарезервирован для автоматической замены одного узла. После принятия спецификации 2.11 это адресное пространство делится на А и В расширенные адреса. В результате, используя модуль, предназначенный для поддержки этого режима адресации, возможность иметь два модуля по каждому адресу.

## Сетевой кабель
В подавляющем большинстве AS-Interface систем используется AS-Interface плоский кабель, определяемый как часть AS-Interface спецификации. Относительно небольшое число отраслей (например, в автоматизации технологических процессов) используют круглый кабель, в основном, потому что его легче тянуть через трубопровод. В то время как форма кабеля не имеет значения (могут быть использованы любые другие кабели), имеет большое значение выбор электрических характеристик кабеля. Чтобы предотвратить проблемы, связанные с неправильным выбором кабеля, специалисты предлагают выбрать плоский кабель AS-Interface. Этот кабель разработан для использования технологии пирсинг-кабеля. Когда AS-Interface модуль установлен в сети, пирсинг иглы проникают в оболочку кабеля и вдавливаются во внутренние нити меди, не разрезая их. Это позволяет устанавливать модули в любом месте сети без предварительной подготовки. Ещё один плюс быстрой установки — минимизация шанса короткого замыкания.
Есть несколько типов кабелей:
- Жёлтый кабель обычно используется для питания AS-Interface модулей и обеспечения связи между полевыми устройствами и сканером или шлюзом.
- Чёрный кабель обычно используется для модулей питания напряжением 24 В. Через этот кабель не осуществляется никакого обмена данными.
- Красная оболочка кабеля была определена, но практически не используется. Он предназначен для сетей, где переменный ток подается на узлы.

Внутри AS-Interface кабеля любого цвета два провода в коричневой (+) и голубой (-) изоляции.

## Устройство сети
AS-Interface сеть представляет собой набор сегментов сети. Есть очень мало правил, которые должны соблюдаться при проектировании AS-Interface сети:
- Не может быть идентичных адресов в сети
- Длина сегмента сети должна быть не больше 100 м
- Каждый сегмент сети должен иметь электропитание
- Каждая сеть должна иметь только одного владельца(шлюз)
- Не может быть больше двух повторителей
- Топология сегмента может быть любая

Используя эти основные правила должно быть ясно, что:
- Линейная сеть с шлюзом на конце длиной не может превышать 300 м
- Сеть со шлюзом в середине длиной не может превышать 600 м

В некоторых случаях есть необходимость увеличить протяженность сети. Для этого служат терминаторы и тюнеры.

### Терминаторы и тюнеры
Терминаторы специальные устройства которые необходимо располагать на физическом конце сети для предотвращения отражения сигнала. Стабильно работать терминатор будет только если сегмент сети является практически линейным. Это существенный недостаток, т.к. в большинстве случаев необходимо использовать более сложные топологии. Тюнер используется так же, как Терминатор (опять же сегменты должны быть линейными), но отличается в своих электрических характеристиках. Тюнер, после его подключения к сегменту, должен быть активирован (или настроен).Во время этого процесса тюнер активно изменяет значения его внутреннего сопротивления и определяет оптимальные настройки для данного сегмента, т.е. те, которые сводят к минимуму количество ошибок в сети. Хотя эта оптимизация процесса является сильной стороной тюнера и позволяет строить сети большего размера, она является также его большим недостатком. Использование терминаторов не требует дополнительной настройки сети при изменении количества узлов, в то время как при использовании тюнеров необходимо их каждый раз перенастраивать при подключении(отключении) нового узла. При использовании терминаторов и тюнеров в сочетании с повторителями, необходимо учитывать что время распространения сигнала по проводам и через ретрансляторы возрастет. Для решения этой проблемы были разработаны специальные повторители.

## Преимущества
- высокая помехозащищённость
- простота и низкая стоимость монтажа
- дешевизна
- широкая распространённость

## Недостатки
- плохо приспособлен для передачи аналоговых сигналов
- ограниченная длина и скорость передачи